# Warmeriville

Warmeriville este o comună în departamentul Marne, Franța. În 2009 avea o populație de 2,146 de locuitori.